# Мамарош
Мамарош је српски филм из 2013. године. Режирао га је Момчило Мрдаковић који је написао и сценарио. У главним улогама су Богдан Диклић и Мира Бањац. Први је српски филм чија је права за телевизијско приказивање у 37 земаља откупила телевизија ХБО.

## Радња
Пера Илић, човек средњих година живи у Србији у сенци своје мајке Маре. Она је пензионер и члан бивше комунистичке партије, и која и даље верује у славу Социјалистичке идеје. Пера је типични мамин дечко („мамарош”).
Непосредно пред бомбардовање 1999. године Пера добија зелени картон за усељење у Америку. Међутим, Пера је самац који од родбине има једино мајку Мару, па не жели ни по коју цену да путује без ње. Зато пролази кроз читав низ додатних заплета како би и мајци обезбедио визу, након чега коначно успевају да се домогну Америке, где се сусрећу са Периним пријатељем из детињства, Жиком. Пера има тешкоће да се прилагоди и нађе посао у новој средини, али његова мајка Мара, комунисткиња која је цео свој живот мрзела Америку, боље се сналази.

## Улоге
| Глумац               | Улога                  |
| -------------------- | ---------------------- |
| Богдан Диклић        | Пера Илић              |
| Мира Бањац           | Мара Илић, мајка       |
| Бранко Видаковић     | Жика                   |
| Анита Манчић         | Лела                   |
| Сергеј Трифуновић    | полицајац              |
| Власта Велисављевић  | пензионисани агент     |
| Горан Радаковић      | Сима, стаклорезац      |
| Милан Марић Шваба    | војник                 |
| Милош Самолов        | Мика, домар            |
| Нада Мацанковић      | млада Мара Илић        |
| Марко Јеремић        | тајни агент            |
| Бранка Шелић         | директорка школе       |
| Татјана Бељакова     | Комшиница 1            |
| Жижа Стојановић      | Комшиница 2            |
| Слободан Павелкић    | младић са качкетом     |
| Ивана Ковачевић      | девојка обријане главе |
| Весна Братић         | куварица               |
| Марко Илић           | човек на штулама       |
| Виктор Јанковић      | млади Жика             |
| Саша Синђелић        | млада Лела             |
| Раслав Секуловић     | млади Пера Илић        |
| Новица Тодоровић     | ловац                  |
| Момчило Мурић        | граничар               |
| Драган Бјелогрлић    | војник на граници      |
| Мара Остојић         | Војка                  |
| Дубравка Малетић     | Мирка                  |
| Томислав Петровић    | продавац у комисиону   |
| Изета Девеџић        | Мирела                 |
| Жика Миленковић      | радник на грађевини    |
| Ендру Селон          | Дориан                 |
| Адам Керн            | амерички граничар      |
| Кристофер Макалистер | ТВ водитељ             |

## Продукција
Филм је сниман у копродукцији Србије, Немачке и Мађарске, док је продуцент филма осим Мрдаковића био и редитељ Фатих Акин. Момчило Мрдаковић је сценарио за филм написао 2001. године када је у Лос Анђелесу за исти добио награду Хартли-Мерил.

Редитељ и сценариста Момчило Мрдаковић о филму каже:
| „                   | Покушао сам да ‘’Мамарош” снимим као што су филмови били снимани ’70-их година 20 века које веома волим, што значи да права прича филма није толико битна као ликови и сама атмосфера филма. Такође покушао сам да направим главне ликове углавном смиренима, мирољубивима и да нису нељубазни једни према другима, јер сам постао уморан од гледања свих френетичних психопата којих је пун данашњи филм. Неко је рекао ‘’циљ уметности је да прошири наше саосећање‘‘ и у потпуности се слажем са тим. | ” |
| — Момчило Мрдаковић | |   |

## Премијера
Филм је своју светску премијеру имао 25. јуна 2013. године на Филмском фестивалу у Москви, а у Србији је премијерно приказан 2. јула 2013. године на отварању Филмског фестивала у Сопоту, док је биоскопска премијера уприличена 25. новембра 2013. године у Сава центру.

## Награде
- Филм је на Фестивалу филмског сценарија у Врњачкој Бањи добио награду публике.[2]
- Момчило Мома Мрдаковић је за филм освојио трећу награду на Фестивалу филмске режије ЛИФФЕ у Лесковцу[9]
- На филмском фестивалу у Бразилу априла 2014. добио је две награде „Златна сова“, за најбољу глумицу (Мира Бањац) и за најбољи филм према гласовима публике[10][11]